# Járossy Mihály
Járossy Mihály (Szarvas, 1756. – Selmecbánya, 1804. július 2.) evangélikus gimnáziumi rektor.

## Élete
Atyja evangélikus lelkész volt; középiskoláit Magyarországon végezte. 1872-ben külföldre ment, ahol tavasszal beiratkozott a jénai egyetemre. Itt fejezte be teológiai tanulmányait. Két és fél év múlva hazájába visszatérvén, előbb Selmecbányán segédrektor (conrector), elődje (Severini) halála után pedig, 1792-től ugyanott a gimnázium rektora volt.

## Munkái
- De unione christianorum in religione. Hely. n., 1791.
- Commentatio brevis de unione protestantium in genere praesertim in Hungaria. Hely nélkül, 1791.